# Phiala bergeri
Phiala bergeri är en fjärilsart som beskrevs av Pierre Claude Rougeot 1975. Phiala bergeri ingår i släktet Phiala och familjen Eupterotidae. Inga underarter finns listade i Catalogue of Life.